# Чемпіонат Андорри з футболу 2018—2019
Чемпіонат Андорри 2018—2019 — 24-й сезон чемпіонату Андорри з футболу. Чемпіоном вшосте поспіль стала Санта-Колома.

## Регламент
Чемпіонат проходить в два етапи. На першому всі учасники грають між собою у 3 кола (21 тур). Матчі «вдома» і «на виїзді» є символічними, бо всі поєдинки проходять на декількох стадіонах, не прив'язаних до клубів. Після завершення регулярного чемпіонату клуби розділені на дві групи. Ті, котрі посідають місця з 1-го по 4-те змагаються за чемпіонський титул та місця в єврокубках. Відповідно клуби які посідають з 5-го по 8-е місце виборюють право лишитися у Прімері. В результаті клуб, який посідає 8 місце, понижається в класі, а клуб, який посідає 7 місце, грає перехідні поєдинки з клубом, який займає 2 місце в Сегунді.

## Учасники
За результатами минулого чемпіонату останнє місце зайняв клуб Пенья Енкарнада, його замінив переможець Сегунди - Ордіно.
Склад учасників:
| Команда        | Місто               |
| -------------- | ------------------- |
| Енгордані      | Ескальдес-Енгордань |
| Енкамп         | Енкамп              |
| Інтер          | Ескальдес-Енгордань |
| Лузітанос      | Андорра-ла-Велья    |
| Ордіно         | Ордіно              |
| Санта-Колома   | Санта-Колома        |
| Сан-Жулія      | Сант-Жулія-де-Лорія |
| Уніо Еспортива | Санта-Колома        |

## Перший етап

### Турнірна таблиця
| Поз | Команда                     | І  | В  | Н | П  | ГЗ | ГП | РГ  | О  | Кваліфікація                     |
| --- | --------------------------- | -- | -- | - | -- | -- | -- | --- | -- | -------------------------------- |
| 1   | Сан-Жулія                   | 21 | 13 | 6 | 2  | 42 | 16 | +26 | 45 | участь у чемпіонському раунді    |
| 2   | Санта-Колома                | 21 | 12 | 7 | 2  | 32 | 12 | +20 | 43 | участь у чемпіонському раунді    |
| 3   | Інтер (Ескальдес-Енгордань) | 21 | 12 | 4 | 5  | 30 | 21 | +9  | 40 | участь у чемпіонському раунді    |
| 4   | Енгордані                   | 21 | 8  | 7 | 6  | 26 | 24 | +2  | 31 | участь у чемпіонському раунді    |
| 5   | Ордіно                      | 21 | 7  | 2 | 12 | 27 | 32 | −5  | 23 | участь у кваліфікаційному раунді |
| 6   | Уніо Еспортива              | 21 | 5  | 6 | 10 | 25 | 29 | −4  | 21 | участь у кваліфікаційному раунді |
| 7   | Лузітанос                   | 21 | 5  | 4 | 12 | 21 | 38 | −17 | 19 | участь у кваліфікаційному раунді |
| 8   | Енкамп                      | 21 | 2  | 4 | 15 | 16 | 47 | −31 | 10 | участь у кваліфікаційному раунді |

Результати
|                | 1       | 2       | 3       | 4       | 5       | 6       | 7       | 8       |
| Енкамп         | –––     | 0-1 2-2 | 1-3     | 0-2 1-1 | 0-3     | 2-0     | 1-2     | 0-1 1-1 |
| Енгордані      | 3-0     | –––     | 0-2     | 1-0     | 1-1 5-0 | 1-0 1-2 | 1-4 0-2 | 2-1     |
| Санта-Колома   | 3-0 1-0 | 0-0 1-1 | ––-     | 3-1     | 0-0 2-0 | 1-0     | 0-0     | 1-2 2-1 |
| Інтер          | 3-1     | 0-2 0-0 | 1-0 1-1 | –––     | 2-1 2-1 | 2-1     | 0-1 2-1 | 1-0     |
| Лузітанос      | 1-1 0-1 | 4-0     | 1-4     | 0-3     | –––     | 2-0 1-5 | 0-1 0-3 | 1-2     |
| Ордіно         | 3-1 4-0 | 2-1     | 0-2 1-2 | 1-2 1-3 | 1-3     | –––     | 0-0     | 2-1 0-1 |
| Сан-Жулія      | 4-2 4-2 | 1-1     | 1-1 0-2 | 3-0     | 5-0     | 1-1 3-0 | –––     | 1-1 2-1 |
| Уніо Еспортива | 5-0     | 0-0 2-3 | 0-0     | 1-1 1-3 | 0-2 0-0 | 2-3     | 1-3     | –––     |

## Чемпіонський раунд
| Поз | Команда                     | І  | В  | Н | П  | ГЗ | ГП | РГ  | О  | Кваліфікація                  |
| --- | --------------------------- | -- | -- | - | -- | -- | -- | --- | -- | ----------------------------- |
| 1   | Санта-Колома                | 27 | 15 | 9 | 3  | 41 | 18 | +23 | 54 | Ліга чемпіонів УЄФА 2019—2020 |
| 2   | Сан-Жулія                   | 27 | 15 | 8 | 4  | 52 | 26 | +26 | 53 | Ліга Європи УЄФА 2019—2020    |
| 3   | Інтер (Ескальдес-Енгордань) | 27 | 15 | 6 | 6  | 39 | 27 | +12 | 51 |                               |
| 4   | Енгордані                   | 27 | 8  | 9 | 10 | 30 | 34 | −4  | 33 | Ліга Європи УЄФА 2019—2020    |

1. ↑  Клуб Енгордані кваліфікувався до Ліги Європи УЄФА 2019—2020 як переможець Кубку Андорри з футболу 2019.

Результати
|              | 1   | 2   | 3   | 4   |
| Енгордані    | ––– | 0-1 | 1-1 | 2-2 |
| Санта-Колома | 2-1 | ––– | 1-1 | 3-1 |
| Інтер        | 1-0 | 2-1 | ––– | 2-0 |
| Сан-Жулія    | 3-0 | 1-1 | 1-1 | ––– |

## Кваліфікаційний раунд
| Поз | Команда        | І  | В  | Н | П  | ГЗ | ГП | РГ  | О  | Пониження |
| --- | -------------- | -- | -- | - | -- | -- | -- | --- | -- | --------- |
| 5   | Ордіно         | 27 | 10 | 3 | 14 | 34 | 39 | −5  | 33 |           |
| 6   | Уніо Еспортива | 27 | 8  | 8 | 11 | 33 | 32 | +1  | 32 |           |
| 7   | Лузітанос      | 27 | 5  | 6 | 16 | 22 | 46 | −24 | 21 | Плей-оф   |
| 8   | Енкамп         | 27 | 5  | 5 | 17 | 24 | 53 | −29 | 20 | Вибув     |

Результати
|                | 1   | 2   | 3   | 4   |
| Енкамп         | ––– | 1-0 | 4-1 | 0-2 |
| Лузітанос      | 1-1 | ––– | 0-1 | 0-0 |
| Ордіно         | 1-0 | 3-0 | ––– | 1-2 |
| Уніо Еспортива | 1-2 | 2-0 | 3-1 | ––– |

## Плей-оф
| Команда 1           | Заг.         | Команда 2 | 1-й матч | 2-й матч |
| ------------------- | ------------ | --------- | -------- | -------- |
| 22 — 29 травня 2019 |              |           |          |          |
| Лузітанос           | 1:1 пен. 2:4 | Каррой    | 0:1      | 1:0      |